# Lac-Rapide
Lac-Rapide ou Kitiganik, dont le nom officiel est Rapid Lake, est une réserve anishinaabeg située au Québec au réservoir Cabonga dans la région de l'Outaouais. Elle est le siège des Algonquins de Barriere Lake.

## Géographie
La réserve indienne de Lac-Rapide est située dans la municipalité régionale de comté (MRC) de La Vallée-de-la-Gatineau. Elle couvre une superficie de 29,7 hectares enclavée dans Lac-Pythonga.